# Râșnov
Râșnov (ˈrɨʃnov; tysk: Rosenau; ungarsk: Barcarozsnyó; Transsylvansk saksisk dialekt: Ruusenåå; Latin: Rosnovia) er en by i distriktet Brașov i Transsylvanien, Rumænien med 15.022 indbyggere.
Den ligger ca. 15 km fra byen Brașov og i ca. samme afstand fra Bran, på DN73, en vej der forbinder Valakiet og Transsylvanien.
Byen har 15.920 (2021) indbyggere.

## Historie
Det romerske fort Cumidava blev opdaget i 1856 nær byen.
Râșnov-fæstningen blev først bygget som et slot af Teutoniske riddere i årene 1211-1225. Râșnov blev nævnt første gang i 1331 som Rosnou og igen i 1388 som villa Rosarum. Mens landsbyen blev raseret mange gange i sin historie af Tatarer, Tyrkere og Vlachere, blev fæstningen kun erobret én gang, i 1612, af Gabriel Báthory.